# Mark-Jan Fledderus
Mark-Jan Fledderus est un footballeur néerlandais, né le 14 décembre 1982 à Coevorden aux Pays-Bas. Il évolue actuellement en Eredivisie au Heracles Almelo comme milieu gauche
.

## Biographie
Après trois saisons au Heracles Almelo, Fledderus s'engage le 17 mars 2011 avec le Roda JC.

## Palmarès
Néant